# EBS 달라졌어요
《달라졌어요》는 2012년 4월 9일부터 2017년 2월 27일까지 방송되었던 EBS의 시사교양 프로그램이다.

## 출연진
- 박성덕, 이주은, 이호선, 김남용: 부부 상담 전문가
- 최대헌, 박희석: 심리극 전문가
- 유미: 미술 치료 전문가
- 길은영: 심리 상담 전문가
- 윤홍균, 조선미: 정신건강의학과 전문의
- 김미영: 법률 상담 전문가

## 기획 의도 및 특징
- 가족 내의 문제가 니트족 증가 추세에 부정적인 영향을 미치는 심각한 사회 문제가 가장 큰 화두로 떠오르게 되어, 대한민국에 실존하는 가족의 관계 회복을 유도하면서, 건전한 가정 생활을 영위하기 위한 공존의 길을 제시하자는 취지로 기획한 국내 유일의 솔루션 리얼리티 프로그램으로, KBS의 예능 프로그램인 '부부클리닉 사랑과 전쟁'과 동일한 구성을 갖고 있다.
- 가족 문제 해결을 위한 솔루션 프로그램의 안티테제로서, 이혼숙려제도 도입 이후에, 의료, 심리 치료, 가정 문제, 법률, 부부 상담 등 각계 자문 위원들을 초청하여 여러 가지 의견과 해결책을 실질적으로 제시해 주는 전문가 코칭 형식으로 진행하여, 다큐멘터리와 리얼리티의 성격을 두루 갖춘 수작으로 꼽힌다.
- 부부, 고부, 자녀간의 갈등으로 고통받는 출연자들이 전문가의 상담 및 솔루션으로 관계가 회복되고 출연자 뿐만 아니라 비슷한 처지에 있는 시청자들에게 해결점을 모색케 하는 프로그램이지만 관계회복이 되어 원만한 가정을 이루고 있음에도 불구하고 상당 부분 SNS에서 악용되는 사례가 비일비재하여 지인으로부터의 연락 때문에 과거의 상처가 스트레스로 발전된다는 출연자들의 항의가 많아 관계 회복이라는 말 자체가 무색할 만큼 프로그램의 취지에 오점을 남기게 되어 관계자 일각에선 방송 횟수를 계속 거듭할 때마다, 사생활 침해 때문에 문제의 소지가 많다는 특징이 있다. 그래서 제작진이 다시보기 서비스를 중지했으나, 크게 양산이 되어서 소용이 없었다.

## 동일 소재 프로그램
- 부부클리닉 사랑과 전쟁 (KBS 예능본부 제작)

## 회차
이상하게도 아래의 두 회차들은 다른 쪽으로 유명해졌다.
- 눈물로 얼룩진 모정의 세월:'엄마도 사람이야 사람'으로 유명한 회차.
- 게임만 하는 아들 포기한 아빠:'안에 사람들이 있잖아!'로 유명한 회차.